# بوصير غاياردو
بوصير غاياردو (باللاتينية: Verbascum gaillardotii) نوع نباتي يتبع جنس البوصير من الفصيلة الغدبية. سمي تكريما لعالم النبات الفرنسي شارل غاياردو (بالفرنسية: Charles Gaillardot)‏.

## الموئل والانتشار
موطنه بلاد الشام وتركيا.